# Exephanes californicus
Exephanes californicus är en stekelart som beskrevs av Heinrich 1961. Exephanes californicus ingår i släktet Exephanes och familjen brokparasitsteklar. Inga underarter finns listade i Catalogue of Life.